# Поняно
Поня̀но (на италиански: Pognano; на ломбардски: Pognà, Поня) е село и община в Северна Италия, провинция Бергамо, регион Ломбардия. Разположено е на 157 m надморска височина. Населението на общината е 1628 души (към 2017 г.).